# Ma guardatela/Troppo piccola
Ma guardatela/Troppo piccola è il primo 45 giri di Edoardo Vianello, pubblicato nel 1959.

## Tracce
Testi e musiche di Carlo Rossi ed Edoardo Vianello.
1. Ma guardatela – 2:55
2. Troppo piccola – 2:05

## Descrizione
Con questo disco Vianello comincia la collaborazione per i testi con Carlo Rossi, che aveva incontrato per la prima volta nell'ufficio di Teddy Reno.
Ma guardatela verrà di nuovo pubblicata nel 1962 come lato B del disco RCA PM45-3168 e completamente riarrangiata da Ennio Morricone.
Nel primo singolo del 1959, Vianello è infatti accompagnato da "I Discoboli".